# Ашкашла
Ашкашла (баш. Ашҡашлы) — деревня в Благовещенском районе Башкортостана, относится к Ильино-Полянскому сельсовету.

## Население
| 2002 | 2009 | 2010 |
| ---- | ---- | ---- |
| 18   | ↗29  | ↘28  |

Согласно переписи 2002 года, преобладающая национальность — русские (89 %).

## История
Селение Ашкашлы располагалось в 11 верстах к юго-востоку от Благовещенского завода. Его история началась в 1870-е годы, когда было образовано одноименное сельское общество. Тогда переселенцы из Вятской и Симбирской губерний купили участок земли у Дашкова по цене 12 рублей за десятину. А в 1885 и 1897 годах при содействии Крестьянского поземельного банка первые жители новообразованного села расширили владения, докупив еще земли под крестьянские нужды.
В 1880 году была освящена церковь Рождества Христова — с этого момента Ашкашлы стал селом. Первым священником стал Василий Лепяцкий, но уже в 1882 году его сменил Петр Алексеевич Кипарисов. Церковный приход в конце XIX века состоял из самого села и 11 починков с общим населением 2,3 тысячи человек, включая 147 раскольников австрийской секты и 157 беспоповцев.
Уже в 1895 году в селе насчитывался 31 двор, а численность составляла 213 человек. Здесь имелись бакалейная и винная лавки, работала земская одноклассная школа. Большинство крестьян жили относительно безбедно: засеивали землю, держали рабочих лошадей и скот.
Согласно переписи 1917 года, в селе насчитывалось 28 домохозяйств и 174 человека. Самым зажиточным был 41-летний Иван Павлович Кадесников — он имел 22 десятины земли, засевал 10,1 десятины, держал трех лошадей, четырех коров, двадцать пять овец и двух свиней. Его семья состояла из 13 человек.
В 1920-е годы село Ашкашлы входило в состав Рождественского сельсовета. С 1930 года и по настоящее время относится к Ильино-Поляновскому.
Во время коллективизации на основе существующей еще с 1922 года сельхозартели «Дружба» был создан колхоз с таким же названием, переименованный в начале 1935 года в колхоз имени Кирова. На тот период именно «Дружба» являлась обладательницей единственного в Благовещенской волости трактора «Фордзон».
В 1930-е годы была закрыта церковь Рождества Христова, последним священником стал Иван Бурцев.
В 1950-е годы Ашкашлы входили в колхоз имени Маленкова. В 1957 году этот колхоз вошел в состав совхоза «Степановский».

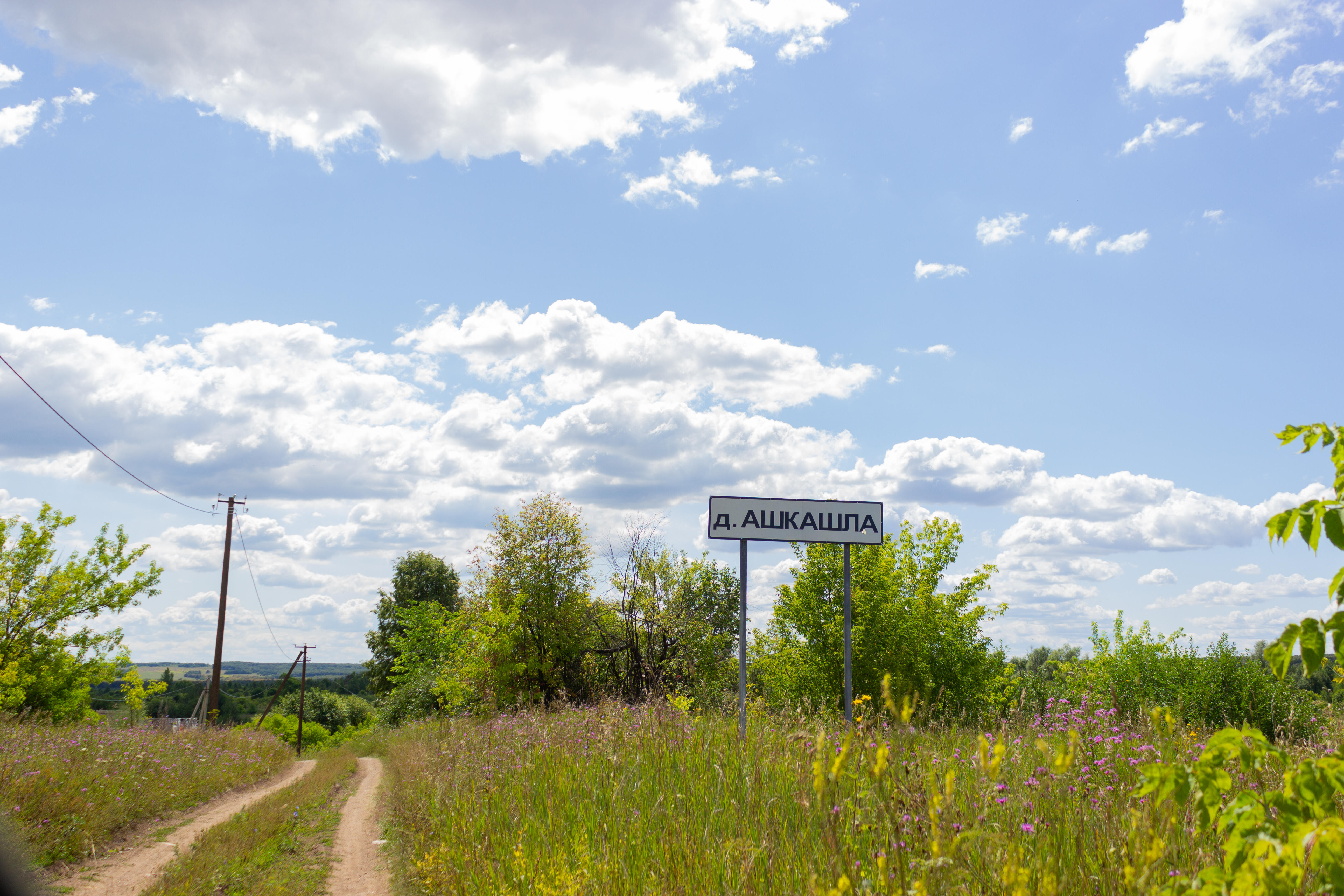
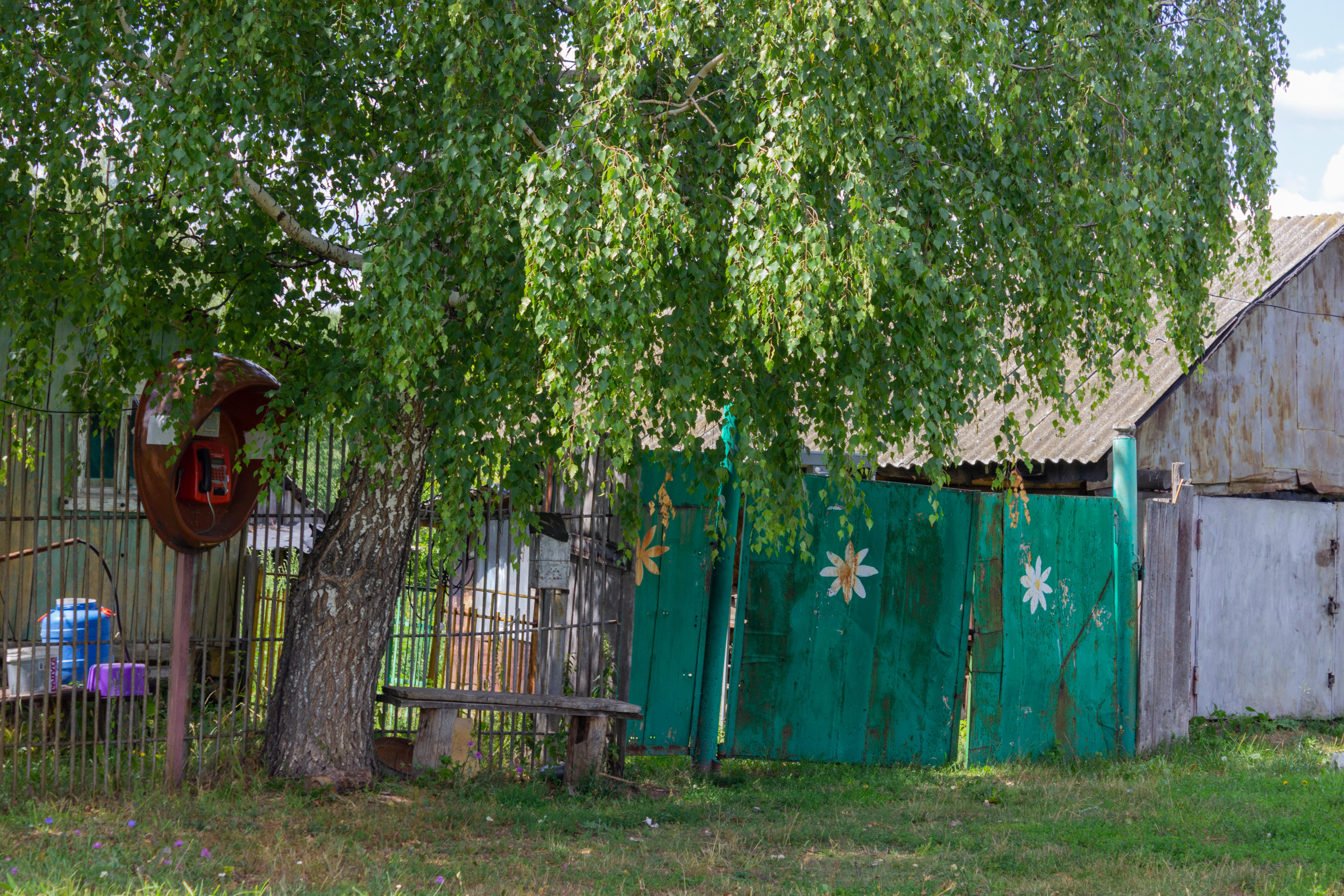

## Географическое положение
Расстояние до:
- районного центра (Благовещенск): 19 км,
- центра сельсовета (Ильино-Поляна): 6 км,
- ближайшей ж/д станции (Загородная): 15 км.